# Hangenbieten
Hangenbieten je francouzská obec v departementu Bas-Rhin v regionu Grand Est. V roce 2013 zde žilo 1 496 obyvatel.

## Poloha obce
Sousední obce jsou: Achenheim, Breuschwickersheim, Duppigheim, Entzheim, Holtzheim a Kolbsheim.

## Vývoj počtu obyvatel
Počet obyvatel